# Zaburzenia somatoformiczne
Zaburzenia somatoformiczne – forma zaburzeń nerwicowych. Dotknięte nimi osoby odczuwają objawy sugerujące istnienie problemów somatycznych przy braku organicznych lub czynnościowych podstaw uzasadniających występowanie takich problemów.

## Cechy charakterystyczne zaburzeń somatoformicznych
- upośledzenie czynności fizycznych
- brak zmian biologicznych, które by wyjaśniały owo upośledzenie czynności fizycznych
- zaistniałe objawy mają przyczyny psychogenne

## Zaburzenia somatoformiczne wedługDSM-IV
- zaburzenia somatyzacyjne – różne dolegliwości fizyczne np. zaparcia, bezsenność, bóle stawów itd. (ważne jest wykluczenie przyczyn biologicznych – gdy dokładne badania medyczne nie stwierdzają podłoża somatycznego, wskazuje to na podłoże psychiczne)[2]

- hipochondria – przesadne zaabsorbowanie stanem swojego zdrowia, odczuwanie niepotwierdzonych przedmiotowo (badania medyczne) dolegliwości (dalsza droga badań medycznych wskazuje na konieczność konsultacji psychiatrycznej i psychologicznej)[3]

- zaburzenia bólowe (psychalgia) – psychogenny ból w kilku lub jednej części ciała

- zaburzenia konwersyjne[4] – występowanie objawów (np. drżenie kończyn) lub deficytów somatycznych (np. zniesienie czucia w danym obszarze ciała) w obrębie czynności ruchowych lub czuciowych będących wynikiem czynników psychicznych (nie ma biologicznych przyczyn dolegliwości)

- dysformiczne zaburzenia ciała – zaabsorbowanie wyimaginowanym defektem wyglądu

## Diagnoza różnicowa
- zaburzenia dysocjacyjne (dla ICD-10)
- stereotypie ruchowe
- dyslalia
- seplenienie
- obgryzanie paznokci
- dysfunkcja seksualna nie spowodowana zaburzeniem organicznym lub chorobą somatyczną
- tiki w dzieciństwie i okresie młodzieńczym
- zespół Gilles de la Tourette’a
- trichotillomania

## Klasyfikacja ICD10
| kod ICD10     | nazwa choroby                                                   |
| ------------- | --------------------------------------------------------------- |
| ICD-10: F45   | Zaburzenia występujące pod postacią somatyczną                  |
| ICD-10: F45.0 | Zaburzenie somatyzacyjne (z somatyzacją)                        |
| ICD-10: F45.1 | Zaburzenia występujące pod postacią somatyczną, niezróżnicowane |
| ICD-10: F45.2 | Zaburzenie hipochondryczne                                      |
| ICD-10: F45.3 | Zaburzenia wegetatywne występujące pod postacią somatyczną      |
| ICD-10: F45.4 | Uporczywe bóle psychogenne                                      |
| ICD-10: F45.8 | Inne zaburzenia występujące pod postacią somatyczną             |
| ICD-10: F45.9 | Zaburzenia występujące pod postacią somatyczną, nieokreślone    |